# Crusaders of Might and Magic
Crusaders of Might and Magic – gra akcji TPP, której fabuła oparta jest na cyklach gier Heroes of Might & Magic oraz Might & Magic. Gra została wydana przez 3DO.

## Fabuła
Gracz wciela się w rolę szukającego zemsty Drake'a – wojownika biegle posługującego się mieczem oraz magią. Bohater musi stawić czoła przemierzającymi cały kraj Legionami Umarłych, dowodzonymi przez Necrosa.

## Data Premiery
Świat: 10 grudnia 1999

Polska: 17 stycznia 2000